# The Musgrave Ritual
The Adventure of the Musgrave Ritual (O Ritual Musgrave) é um conto de Sir Arthur Conan Doyle protagonizado por Sherlock Holmes e Dr. Watson, que foi publicado pela primeira vez na Strand Magazine em Maio de 1893 com 6 ilustrações de Sidney Paget.
Embora o conto comece com Dr. Watson discorrendo sobre os hábitos excêntricos de Sherlock Holmes, "capazes de levar à loucura um companheiro de quarto", a certa altura Holmes assume a narrativa e, numa espécie de "história dentro de uma história', conta o terceiro caso do início de sua carreira de detetive, depois que se mudou para Londres e se instalou na Montague Street, perto do Museu Britânico (quando ainda nem conhecia Watson): o caso do o Ritual Musgrave, "o meu primeiro grande passo em direção à posição que tenho agora."

## Enredo
Enquanto organizava seus arquivos, tarefa que lhe era muito cobrada pelo companheiro de residência, Sherlock Holmes se deparou com documentos relacionados a um misterioso caso de sua juventude, que envolvia um documento e um tesouro relacionados a família Musgrave, o detetive resolve então, fazer um relato detalhado sobre o caso a Dr. Watson. Reginald Musgrave, colega de faculdade de Sherlock Holmes, afetado pela morte de seu pai, procura o detetive, por conta do desaparecimento de seu mordomo, antes de este desaparecer, Reginald flagrou-o mexendo em uma gaveta de seu escritório, de onde tirou um documento e fugiu. Pouco tempo depois o mordomo desaparece. Uma criada que já fora sua noiva sofre um ataque histérico e três dias depois desaparece, após lançar uma mala de pano com objetos estranhos num lago. O documento que despertou o interesse do mordomo continha um "estranho catecismo a que cada Musgrave se submete ao atingir a maioridade", com estas perguntas e respostas:
— De quem é isto?

— Daquele que se foi.
— Quem o terá?
— Aquele que virá.
— Qual foi o mês?
— O sexto a partir do primeiro.
— Onde estava o sol?
— Sobre o carvalho.
— Onde estava a sombra?
— Debaixo do olmo.
— A quantos passos?
— Norte por dez e dez, leste por cinco e cinco, sul por dois e dois, oeste
por um e um, e assim debaixo.
— O que daremos em troca?
— Tudo o que é nosso.
— Por que o daremos?

— Por razões de confiança.
A decifração desse documento, que o mordomo já tinha conseguido realizar, e que Holmes precisa agora reconstituir, levará à descoberta de uma relíquia histórica e à elucidação do sumiço do mordomo e da criada.